# Mickey Rose
Mickey Rose (* 20. Mai 1935 in Brooklyn, New York City; † 7. April 2013 in Beverly Hills, Los Angeles) war US-amerikanischer Drehbuchautor.

## Werdegang
Rose, der im Brooklyner Viertel Bedford–Stuyvesant und in Crown Heights aufwuchs und mit Woody Allen die Midwood Highschool besuchte, spielte als Schlagzeuger mit Allen in einer Jazzband und schrieb nach seinem Film-Studium an der New York University die Drehbücher für dessen frühe Werke What’s Up, Tiger Lily? (1966), Woody, der Unglücksrabe (1969) und Bananas (1971). Allen war 1963 Trauzeuge für Rose. In den folgenden Jahren arbeitete Rose für Sid Caesar, Johnny Carson, die Smothers Brothers und Dean Martin, ferner schrieb er für Fernsehserien wie Männerwirtschaft oder Too Close for Comfort. 1981 führte er Regie bei der Komödie Was macht der Tote auf der Wäscheleine?. Rose starb im April 2013 in Beverly Hills. Er war Vater des Schauspielers Quincy Rose, der in Woody Allens Film Melinda und Melinda mitwirkte.

## Filmografie (Auswahl)
- 1966: What’s Up, Tiger Lily?
- 1969: Woody, der Unglücksrabe (Take the Money and Run)
- 1971: Bananas
- 1971–1974: Männerwirtschaft (The Odd Couple, Fernsehserie, 5 Folgen)
- 1973: The Dean Martin Show (Fernsehserie)
- 1980: Condorman
- 1981: Was macht der Tote auf der Wäscheleine? (Student Bodies)
- 1984–1985: Too Close for Comfort (Fernsehserie, 3 Folgen)